# Turftorenstraat 8
Turftorenstraat 8 is een rijksmonument in de stad Groningen. Het pand met een wit bepleisterde voorgevel is in 1992 onderzocht, waarbij op basis van dendrochronologisch onderzoek de bouw werd gedateerd op eind veertiende eeuw. Opvallend aan het exterieur zijn de zestiende-eeuwse muurankers en het kinderkopje in de middelste trap van de trapgevel.